# (37635) 1993 UJ1
1993 UJ1 (asteroide 37635) é um asteroide da cintura principal. Possui uma excentricidade de 0.08509650 e uma inclinação de 20.77630º.
Este asteroide foi descoberto no dia 20 de outubro de 1993 por Eleanor F. Helin em Palomar.